# Параподи
Парапо́ди (от на гръцки: pará — близо до и на гръцки: pódion – крак) са мускулести органи на движението при многочетинестите червеи. Разположени са в туловищните сегменти. Представляват къси чифтни странични израстъци. Състоят се от базална и две дистални части. Горната част се нарича нотопод, а коремната невропод. От основата им излиза по един пръстовиден израстък, наречен цирус, и снопче четинки.
Приема се, че от параподите на полихетите произлизат крачетата при членестоногите.